# Myriopholis perreti
Myriopholis perreti — вид змій родини струнких сліпунів (Leptotyphlopidae). Мешкає в Центральній Африці. Вид названий на честь швейцарського герпетолога Жана-Люка Перре.

## Поширення і екологія
Myriopholis perreti відомі з низки місцевостей, розташованих на півдні Камеруну, на південному сході Габону та в Екваторіальній Гвінеї, за деякими свідченнями, також в Республіці Конго. Вони живуть у вологих рівнинних тропічних лісах та в лісосаванах. Зустрічаються на висоті від 300 до 800 м над рівнем моря. Ведуть риючий спосіб життя. Відкладають яйця.